# Савицкий, Евгений Михайлович
Евгений Михайлович Савицкий (30 января 1912 года — 26 июня 1984 года) — советский учёный, специалист в области металловедения, доктор химических наук, профессор, член-корреспондент АН СССР. Лауреат Сталинской (1953) и Государственной премии СССР (1968).

## Биография
Родился 17 (30 января) 1912 года в Мытищах (ныне Московская область).
В 1936 году окончил Московский институт цветных металлов и золота, после чего до 1954 года работал в Институте общей и неорганической химии имени Н. С. Курнакова. В 1952 защитил докторскую диссертацию на тему «Исследование влияния температуры на механические свойства металлических систем» и получил ученую степень, а в 1966 году был избран членом-корреспондентом АН СССР. С 1954 года и до конца жизни работал в Институте металлургии имени А. А. Байкова, в 1975—1978 годах был его директором.
Похоронен в Москве на Донском кладбище, колумбарий № 15 (родственное захоронение).

## Семья
- Внучка — современная художница и поэтесса Елизавета Неклесса.

## Научная деятельность
Основное направление научной деятельности ученого — физическая химия и металловедение редких, цветных и тугоплавких металлов. В своих работах определил различные физико-химические постоянные ряда металлов и сплавов, построил диаграммы состояния, исследовал строение и свойства сплавов. Зафиксировал высокую пластичность различных металлических соединений при нагревании, описал причины тепловых зон хрупкости меди и латуни и др. Основоположник применения ЭВМ для расчета и прогноза состава и свойств металлических соединений на основе данных квантовой физики.

## Награды
- орден Ленина (28.1.1972)
- орден Октябрьской Революции (29.01.1982)
- два ордена Трудового Красного Знамени (8.12.1951; 17.9.1975)
- орден «Знак Почёта» (13.11.1944)
- медаль «За трудовую доблесть» (19.9.1953)
- медаль «За доблестный труд в Великой Отечественной войне» (1946)
- медаль «В ознаменование 100-летия со дня рождения Владимира Ильича Ленина» (1970)[2]
- Сталинская премия третьей степени (1953) — за расчётные и экспериментальные работы по созданию реакторов для производства трития
- Государственная премия СССР (1968)
- Премия имени Н. С. Курнакова (1973)[1]

## Основные труды
- Савицкий Е.М. Влияние температуры на механические свойства металлов и сплавов. — М.: АН СССР, 1957. — 300 с.
- Савицкий Е.М., Ефимов Ю.В., Барон В.В. Ванадий и его сплавы. — М.: Наука, 1969. — 254 с.
- Савицкий Е.М. Перспективы развития металловедения. — М.: Наука, 1972. — 128 с.